# Municipalité (Mexique)
Pour les articles homonymes, voir Municipalité.
Les municipalités du Mexique (en espagnol : municipios) sont une des deux formes de division territoriale des États-Unis Mexicains qui ont des rapports politiques, juridiques et administratifs avec le pouvoir fédéral.
Les états sont libres, dans le cadre de procédures énoncées par leur propre constitution, de reconnaître des municipalités et de définir le territoire placé souss la responsabilité de chacune. Le nombre de municipalités de chaque État est variable, de 5 à 570. Au total, le Mexique possède 2 462 divisions territoriales de second niveau, dont 2 446 municipalités et 16 divisions administratives de Mexico.

## Aspects conceptuels et juridiques

### Caractéristiques générales
La municipalité est l'unité de base de l'organisation politique et administrative des entités fédérées (états ou territoires fédéraux). Elle est indissociable des notions ou caractéristiques suivantes :
- le territoire est la dimension physique de la municipalité : la portion de l'espace qui constitue son domaine et sur lequel son autorité s'exerce ;
- la population est la facette humaine de la municipalité : la finalité principale de l'existence d'un gouvernement municipal consiste à assurer le bien-être des habitants ;
- le gouvernement est l'aspect politique et administratif de la municipalité : il est l'un des trois niveaux, fédéral, étatique, municipal, au travers desquels l'autorité gouvernementale s'exerce au Mexique ;
- la capacité économique : chaque municipalité dispose d'un patrimoine propre et de ressources fiscales directes.

La municipalité est capable d'autonomie dans quatre domaines :
- politique qui s'exerce au travers de la mairie (en espagnol : ayuntamiento) ;
- juridique qui s'exerce au travers d'une personnalité juridique propre qui lui permet d'édicter des règlements et de procéder à certaines activités judiciaires ;
- administrative qui repose sur une organisation destinée à son administration ;
- financière qui consiste à gérer son patrimoine et l'emploi de ses ressources fiscales.

### Aspects constitutionnels
Les caractéristiques, les pouvoirs et l'organisation des municipalités sont prescrits par l'article 115 de la Constitution qui comprend huit titres.
I. Le titre I traite de la composition du gouvernement municipal qui comprend un président, des recteurs et des syndics dont le nombre est encadré par une loi organique spécifique. Ces officiers municipaux peuvent accéder à un siège en tant que titulaire ou suppléant. Ils sont élus au suffrage universel direct. Les titulaires et les suppléants qui ont effectivement exercé une charge pendant une mandature ne sont pas éligibles pour la mandature suivante.
La législature de l'état dans lequel la municipalité est située peut, à la majorité des deux tiers, constater l'auto-dilution, dissoudre ou suspendre l'assemblée municipale, démettre des membres singuliers de la marie qui ont violé des règles stipulées par les lois locales. Lorsqu'il est temporairement impossible d'organiser des élections pour remplacer les membres d'une assemblée démissionnaire ou dissoute cette même législature peut désigner des membres des assemblées des municipalités voisines pour assurer le rôle d'administrateur intérimaire.

## Organisation
Tous les États mexicains sont divisés en municipios, terme traduit improprement en français par « municipalités ». En effet ces entités territoriales ne sont pas des municipalités au sens administratif français mais des groupements ou communautés de localités, correspondant plutôt à de grandes communes ou mieux à des cantons français.[C'est-à-dire ?]
Chaque municipalité est administrativement autonome. Les citoyens élisent un président municipal (presidente municipal), ou maire, qui préside le conseil municipal (ayuntamiento), responsable de tous les services publics relevant de la compétence de la municipalité.
Cette conception, née après la Révolution mexicaine, est appelée municipalité libre (municipio libre). Le conseil municipal est composé du président municipal, avec des syndics municipaux (sindicos) et des regidores. Les pouvoirs sont définis dans le règlement organique municipal et peuvent donc varier suivant les États ou d'une municipalité à une autre. Le président municipal est élu et ne peut être réélu pour un second mandat consécutif. Il exerce le pouvoir exécutif dans la municipalité, fait exécuter les décisions du conseil municipal et dirige l'administration municipale.
De plus, le conseil municipal nomme :
- un secrétaire général ;
- un trésorier municipal ;
- un chargé des services publics (Oficial Mayor).

Si la municipalité couvre une grande superficie et comprend plusieurs villes et villages (appelés localidades), une des villes est le chef-lieu de la municipalité (cabecera municipal), siège du conseil municipal.

## Responsabilités
Une municipalité est responsable pour :
- eau et drainage ;
- éclairage public ;
- sécurité publique ;
- circulation ;
- cimetières ;
- parcs publics.

En coordination avec le gouvernement de l'État et le gouvernement fédéral, elle peut participer à :
- éducation ;
- services d'urgence ;
- services de santé ;
- protection de l'environnement ;
- entretien des monuments et sites historiques.

## Liste des États et nombre de municipalités
| Code INEGI de l'État  | État                            | Nombre de municipalités dans l'État | Liste                 | Capitale                   | Population (2010) | Superficie (km2) |
| --------------------- | ------------------------------- | ----------------------------------- | --------------------- | -------------------------- | ----------------- | ---------------- |
| 01                    | Aguascalientes                  | 11                                  | 🛈                     | Aguascalientes             | 1 425 607         | 5 615,70         |
| 02                    | Basse-Californie                | 7                                   | 🛈                     | Mexicali                   | 3 769 020         | 71 450,00        |
| 03                    | Basse-Californie du Sud         | 5                                   | 🛈                     | La Paz                     | 798 447           | 73 909,40        |
| 04                    | Campeche                        | 13                                  | 🛈                     | San Francisco de Campeche  | 928 363           | 57 484,90        |
| 05                    | Coahuila de Zaragoza            | 38                                  | 🛈                     | Saltillo                   | 3 146 771         | 151 594,80       |
| 06                    | Colima                          | 10                                  | 🛈                     | Colima                     | 731 391           | 5 626,90         |
| 07                    | Chiapas                         | 125                                 | 🛈                     | Tuxtla Gutiérrez           | 5 543 828         | 73 311,00        |
| 08                    | Chihuahua                       | 67                                  | 🛈                     | Chihuahua                  | 3 741 869         | 247 412,60       |
| 09                    | Ciudad de México                | 16                                  | 🛈                     | Mexico                     | 9 209 944         | 1 494,30         |
| 10                    | Durango                         | 39                                  | 🛈                     | Victoria de Durango        | 1 832 650         | 123 364,00       |
| 11                    | Guanajuato                      | 46                                  | 🛈                     | Guanajuato                 | 6 166 934         | 30 606,70        |
| 12                    | Guerrero                        | 85                                  | 🛈                     | Chilpancingo de los Bravos | 3 540 685         | 63 595,90        |
| 13                    | Hidalgo                         | 84                                  | 🛈                     | Pachuca de Soto            | 3 082 841         | 20 821,40        |
| 14                    | Jalisco                         | 125                                 | 🛈                     | Guadalajara                | 8 348 151         | 78 595,90        |
| 15                    | México                          | 125                                 | 🛈                     | Toluca de Lerdo            | 16 992 418        | 22 351,80        |
| 16                    | Michoacán de Ocampo             | 113                                 | 🛈                     | Morelia (ville)            | 4 748 846         | 58 598,70        |
| 17                    | Morelos                         | 36                                  | 🛈                     | Cuernavaca                 | 1 971 520         | 4 878,90         |
| 18                    | Nayarit                         | 20                                  | 🛈                     | Tepic                      | 1 235 456         | 27 856,50        |
| 19                    | Nuevo León                      | 51                                  | 🛈                     | Monterrey                  | 5 784 442         | 64 156,20        |
| 20                    | Oaxaca                          | 570                                 | 🛈                     | Oaxaca de Juárez           | 4 132 148         | 93 757,60        |
| 21                    | Puebla                          | 217                                 | 🛈                     | Puebla                     | 6 583 278         | 34 309,60        |
| 22                    | Querétaro                       | 18                                  | 🛈                     | Santiago de Querétaro      | 2 368 467         | 11 690,60        |
| 23                    | Quintana Roo                    | 11                                  | 🛈                     | Chetumal                   | 1 857 985         | 44 705,20        |
| 24                    | San Luis Potosí                 | 58                                  | 🛈                     | San Luis Potosí            | 2 822 255         | 61 138,00        |
| 25                    | Sinaloa                         | 18                                  | 🛈                     | Culiacán                   | 3 026 943         | 57 365,40        |
| 26                    | Sonora                          | 72                                  | 🛈                     | Hermosillo                 | 2 944 840         | 179 354,70       |
| 27                    | Tabasco                         | 17                                  | 🛈                     | Villahermosa               | 2 402 598         | 24 730,90        |
| 28                    | Tamaulipas                      | 43                                  | 🛈                     | Ciudad Victoria            | 3 527 735         | 80 249,30        |
| 29                    | Tlaxcala                        | 60                                  | 🛈                     | Tlaxcala                   | 1 342 977         | 3 996,60         |
| 30                    | Veracruz de Ignacio de la Llave | 212                                 | 🛈                     | Xalapa-Enríquez            | 8 062 579         | 71 823,50        |
| 31                    | Yucatán                         | 106                                 | 🛈                     | Mérida                     | 2 320 898 r       | 39 524,40        |
| 32                    | Zacatecas                       | 58                                  | 🛈                     | Zacatecas                  | 1 622 138         | 75 275,30        |
| États-Unis du Mexique | États-Unis du Mexique           | États-Unis du Mexique               | États-Unis du Mexique | États-Unis du Mexique      | 126 014 024       | 1 964 375        |

## Sources
- [304.601072] (es) « Panorama sociodemográfico de Aguascalientes » [PDF], sur INEGI, Censo de Población y Vivienda (2020), Aguascalientes, Instituto  Nacional de Estadstica y Geografía, 2021.
- [304.601072] (es) « Panorama sociodemográfico de Baja California » [PDF], sur INEGI, Censo de Población y Vivienda (2020), Aguascalientes, Instituto  Nacional de Estadstica y Geografía, 2021.
- [304.601072] (es) « Panorama sociodemográfico de Baja California Sur » [PDF], sur INEGI, Censo de Población y Vivienda (2020), Aguascalientes, Instituto  Nacional de Estadstica y Geografía, 2021.
- [304.601072] (es) « Panorama sociodemográfico de Campeche » [PDF], sur INEGI, Censo de Población y Vivienda (2020), Aguascalientes, Instituto  Nacional de Estadstica y Geografía, 2021.
- [304.601072] (es) « Panorama sociodemográfico de Coahuila de Zaragoza » [PDF], sur INEGI, Censo de Población y Vivienda (2020), Aguascalientes, Instituto  Nacional de Estadstica y Geografía, 2021.
- [304.601072] (es) « Panorama sociodemográfico de Colima » [PDF], sur INEGI, Censo de Población y Vivienda (2020), Aguascalientes, Instituto  Nacional de Estadstica y Geografía, 2021.
- [304.601072] (es) « Panorama sociodemográfico de Chiapas » [PDF], sur INEGI, Censo de Población y Vivienda (2020), Aguascalientes, Instituto  Nacional de Estadstica y Geografía, 2021.
- [304.601072] (es) « Panorama sociodemográfico de Chihuahua » [PDF], sur INEGI, Censo de Población y Vivienda (2020), Aguascalientes, Instituto  Nacional de Estadstica y Geografía, 2021.
- [304.601072] (es) « Panorama sociodemográfico de Ciudad de México » [PDF], sur INEGI, Censo de Población y Vivienda (2020), Aguascalientes, Instituto  Nacional de Estadstica y Geografía, 2021.
- [304.601072] (es) « Panorama sociodemográfico de Durango » [PDF], sur INEGI, Censo de Población y Vivienda (2020), Aguascalientes, Instituto  Nacional de Estadstica y Geografía, 2021.
- [304.601072] (es) « Panorama sociodemográfico de Guanajuato » [PDF], sur INEGI, Censo de Población y Vivienda (2020), Aguascalientes, Instituto  Nacional de Estadstica y Geografía, 2021.
- [304.601072] (es) « Panorama sociodemográfico de Guerrero » [PDF], sur INEGI, Censo de Población y Vivienda (2020), Aguascalientes, Instituto  Nacional de Estadstica y Geografía, 2021.
- [304.601072] (es) « Panorama sociodemográfico de Hidalgo » [PDF], sur INEGI, Censo de Población y Vivienda (2020), Aguascalientes, Instituto  Nacional de Estadstica y Geografía, 2021.
- [304.601072] (es) « Panorama sociodemográfico de Jalisco » [PDF], sur INEGI, Censo de Población y Vivienda (2020), Aguascalientes, Instituto  Nacional de Estadstica y Geografía, 2021.
- [304.601072] (es) « Panorama sociodemográfico de México » [PDF], sur INEGI, Censo de Población y Vivienda (2020), Aguascalientes, Instituto  Nacional de Estadstica y Geografía, 2021.
- [304.601072] (es) « Panorama sociodemográfico de Michoacán de Ocampo » [PDF], sur INEGI, Censo de Población y Vivienda (2020), Aguascalientes, Instituto  Nacional de Estadstica y Geografía, 2021.
- [304.601072] (es) « Panorama sociodemográfico de Morelos » [PDF], sur INEGI, Censo de Población y Vivienda (2020), Aguascalientes, Instituto Nacional de Estadstica y Geografía, 2021.
- [304.601072] (es) « Panorama sociodemográfico de Nayarit » [PDF], sur INEGI, Censo de Población y Vivienda (2020), Aguascalientes, Instituto Nacional de Estadstica y Geografía, 2021.
- [304.601072] (es) « Panorama sociodemográfico de Nuevo León » [PDF], sur INEGI, Censo de Población y Vivienda (2020), Aguascalientes, Instituto Nacional de Estadstica y Geografía, 2021.
- [304.601072] (es) « Panorama sociodemográfico de Oaxaca » [PDF], sur INEGI, Censo de Población y Vivienda (2020), Aguascalientes, Instituto Nacional de Estadstica y Geografía, 2021.
- [304.601072] (es) « Panorama sociodemográfico de Puebla » [PDF], sur INEGI, Censo de Población y Vivienda (2020), Aguascalientes, Instituto Nacional de Estadstica y Geografía, 2021.
- [304.601072] (es) « Panorama sociodemográfico de Querétaro » [PDF], sur INEGI, Censo de Población y Vivienda (2020), Aguascalientes, Instituto Nacional de Estadstica y Geografía, 2021.
- [304.601072] (es) « Panorama sociodemográfico de Quintana Roo » [PDF], sur INEGI, Censo de Población y Vivienda (2020), Aguascalientes, Instituto Nacional de Estadstica y Geografía, 2021.
- [304.601072] (es) « Panorama sociodemográfico de San Luis Potosí » [PDF], sur INEGI, Censo de Población y Vivienda (2020), Aguascalientes, Instituto Nacional de Estadstica y Geografía, 2021.
- [304.601072] (es) « Panorama sociodemográfico de Sinaloa » [PDF], sur INEGI, Censo de Población y Vivienda (2020), Aguascalientes, Instituto Nacional de Estadstica y Geografía, 2021.
- [304.601072] (es) « Panorama sociodemográfico de Sonora » [PDF], sur INEGI, Censo de Población y Vivienda (2020), Aguascalientes, Instituto Nacional de Estadstica y Geografía, 2021.
- [304.601072] (es) « Panorama sociodemográfico de Tabasco » [PDF], sur INEGI, Censo de Población y Vivienda (2020), Aguascalientes, Instituto Nacional de Estadstica y Geografía, 2021.
- [304.601072] (es) « Panorama sociodemográfico de Tamaulipas » [PDF], sur INEGI, Censo de Población y Vivienda (2020), Aguascalientes, Instituto Nacional de Estadstica y Geografía, 2021.
- [304.601072] (es) « Panorama sociodemográfico de Tlaxcala » [PDF], sur INEGI, Censo de Población y Vivienda (2020), Aguascalientes, Instituto Nacional de Estadstica y Geografía, 2021.
- [304.601072] (es) « Panorama sociodemográfico de Veracruz de Ignacio de la Llave » [PDF], sur INEGI, Censo de Población y Vivienda (2020), Aguascalientes, Instituto Nacional de Estadstica y Geografía, 2021.
- [304.601072] (es) « Panorama sociodemográfico de Yucatán » [PDF], sur INEGI, Censo de Población y Vivienda (2020), Aguascalientes, Instituto Nacional de Estadstica y Geografía, 2021.
- [304.601072] (es) « Panorama sociodemográfico de Zacatecas » [PDF], sur INEGI, Censo de Población y Vivienda (2020), Aguascalientes, Instituto Nacional de Estadstica y Geografía, 2021.
- (es) Fadlala Akabani Hneide (Secretario de Desarrollo Económico), « Principales Resultados del Censo Población y Vivienda  2020 » [PDF], sur Secretaria de Desarrollo Económico, Ciudad de México, Gobierno de la Ciudad de México, 2021
- (es) Comisión Nacional de los Salarios Mínimos, « Clasificación de los municipios de la república mexicana en dos áreas geográficas a partir del 1° de enero de 2022 » [PDF], sur Gobierno de México, 16 de junio de 2022.
- (es) « Acerca de México » [html], sur Embajada de México en FInlandia, Secretaría de Relaciones Exteriores., Ciudad de México, Gobierno de México (consulté le 2022).